# 2GB
2GB 是一間在澳洲悉尼市廣播的商業電台，頻率是中波的873千周。
2GB 其中的幾位旗艦節目主持人是：Alan Jones，Ray Hadley，Brian Wilshire。
2GB 是澳洲最受歡迎的電台之一。它亦相信是悉尼市最具影響力的電台。它大多數的節目主持人被認為持有一個中間偏右的觀點。
這個電台在1926年正式啓播。 當年的經營者 Theosophical Broadcasting Station Pty Ltd，和
悉尼本地的Theosophical Society Adyar有關係。這經營者被發給一個在悉尼市廣播的牌照並採用"GB"這呼號。由於通神論者（Theosophist）非常敬佩意大利哲學家 Giordano Bruno，所以便揀選了'GB'來記念他。雖然後來經營權易手，並落入商人手中，但還是保留了這個呼號。
麥覺理網絡電台 (Macquarie Radio Network) 擁有 2GB 和 2CH。

## 站外連結
- 烽煙／清談 2GB 873 AM（页面存档备份，存于）